# Ilham Ahmed
İlham Ahmed (en àrab: İlham احمد), també coneguda com a İlham Ahmad, és una política kurda del Partit de la Unió Democràtica, que actualment és la copresidenta de l'Assemblea de l'Administració Autònoma del Nord i l'Est de Síria (Oest) i membre de la junta executiva del Moviment Democràtic Society (TEV-DEM). Fins al juliol de 2018, va ser la copresidenta del Consell Democràtic de Síria (MSD), que és l'ala política de les Forces Democràtiques Sirianes i treballa com a consell legislatiu de Rojava.

## Primers anys de vida i carrera professional
Ahmed és kurda i va néixer a Afrin. Va parlar clarament de l'objectiu del caràcter multiètnic de la futura Síria. Al començament de la segona fase de Raqqa el novembre de 2016, va dir:
| « | (kurd) Rêvebiriyeke bi vî rengî dikare mînakeke baş ji bo guhertina demokratîk li Reqayê bide, nemaze ku ev bajar bi salan bûye paytexta defakto ya koma têrorîst a DAIŞê. Ev serkeftin dê bibe guhertineke mezin di rewşa giştî ya Sûriyê de û dê bibe alîkar ku welat ber bi aramî û guhertina demokratîk ve biçe. Reqa wê ji bo hemû welat bibe mînak. | (català) Aquesta administració pot donar un bon exemple per al canvi democràtic a Raqqa, sobretot perquè aquesta ciutat ha estat durant anys la capital de facto del grup terrorista ISIS. Aquesta victòria suposarà un gran canvi en la situació general de Síria i ajudarà el país a avançar cap a l'estabilitat i el canvi democràtic. Raqqa serà un exemple per a tot el país. | » |

Ahmed, que està implicada en el moviment nacional kurd des dels anys noranta, ha expressat el desig de tenir un govern descentralitzat a l'estil de Síria federal. Afirma que els consells civils i els governs locals sorgiran al Kurdistan de Síria en un estat descentralitzat que garanteixi els drets de diferents grups sirians, inclosa la llibertat d'expressió i la igualtat de gènere. Reclama que els drets del poble kurd estiguin garantits a la Constitució siriana. Ahmed va participar en les negociacions amb el govern sirià a Damasc el juliol de 2018, pel que fa als serveis que es prestaran als districtes gestionats per la COSUDE el juliol de 2018. Des d'aleshores, ha assumit repetidament la culpa del fracàs de les converses polítiques sobre Damasc i ha dit:
| « | (kurd) Rejîma desthilatdar helwesta xwe neguhertiye, ne li ser astên mirovî û siyasî. Li hemberî Sûriyeyiyên ku li dijî wê ne, ti nermbûnek nîşan nedaye. Kanalên ragihandinê yên ji bo şopandina encamên erdhejê û karesata mirovî ya li pey wê red kir...Ew astenga sereke ne di yekkirina dîtina Sûriyê de. | (català) El règim dominant no ha canviat de posició, ni a escala humana ni polític. No ha mostrat cap flexibilitat cap als sirians que hi estan en contra. Els canals de comunicació es van negar a seguir els resultats del terratrèmol i el desastre humà que el va seguir... Són el principal obstacle per unificar la visió de Síria. | » |

### Negociacions amb França
Després de les amenaces de Turquia d'atacar Afrin i després de l'anunci del president dels Estats Units, Donald Trump, que els EUA retiraran les seves forces de les zones sota el control de les SDF el desembre de 2018, Ahmed va anar a París amb el copresident de la SDC Riad Darar per reunir-se amb discutir amb el govern francès. Després de les negociacions amb França, els soldats francesos romandrien a Síria.